# World Painted Blood
A World Painted Blood a Slayer együttes tizenegyedik stúdióalbuma. A lemezt két részletben vették fel Los Angelesben, az előző anyagot készítő felállással.
Az album első kiadása négy különböző borítóval jelent meg, amely a Slayer koncepciójához szorosan kapcsolódva egy emberi csontokkal és koponyákkal ábrázolt világtérképet adnak ki összeillesztve. A limitált kiadású deluxe változat az eredeti CD mellett egy bónusz DVD-t is tartalmaz, melyen az album dalaival illusztrált, 20-perces animációs kisfilm látható. A Mark Brooks írta és rendezte kisfilm érdekessége, hogy nem csak a lemezen hallható 11 dal, hanem egy szintén új, de kiadatlan szám, az Atrocity Vendor egy részlete is megszólal benne.
Az album Hate Worldwide című dalát Grammy-díjra jelölték a "Best Metal Performance" kategóriában 2010-ben. A következő évben pedig a lemez címadó dalát jelölték ugyanebben a kategóriában Grammy-díjra.
2010 áprilisában készült el a Beauty Through Order dal klipje .
Ez volt az utolsó album, amit az együttes klasszikus felállása rögzített.

## Dalok
1. World Painted Blood – 5:53 (Hanneman/Hanneman, Araya)
2. Unit 731 – 2:39 (Hanneman)
3. Snuff – 3:42 (King)
4. Beauty Through Order – 4:36 (Hanneman/Hanneman, Araya)
5. Hate Worldwide – 2:55 (King)
6. Public Display of Dismemberment – 2:34 (King)
7. Human Strain – 3:09 (Hanneman/Hanneman, Araya)
8. Americon – 3:22 (King)
9. Psychopathy Red – 2:26 (Hanneman)
10. Playing With Dolls – 4:13 (Hanneman/Hanneman, King, Araya)
11. Not of This God – 4:20 (King)

## Közreműködők
- Tom Araya – basszusgitár, ének
- Jeff Hanneman – gitár
- Kerry King – gitár
- Dave Lombardo – dob

## Külső hivatkozások
- Slayer hivatalos honlap
- Encyclopaedia Metallum – World Painted Blood